# Football Club de Metz 1968-1969
Questa voce raccoglie le informazioni riguardanti il Football Club de Metz nelle competizioni ufficiali della stagione 1968-1969.

## Maglie e sponsor
| Manica sinistra · Maglietta · Manica destra · Pantaloncini · Calzettoni |

## Rosa
| N. |                        | Ruolo | Calciatore           |
| -- | ---------------------- | ----- | -------------------- |
|    | Francia (bandiera)     | P     | Guy Formici          |
|    | Francia (bandiera)     | P     | Jean-Marie Lawniczak |
|    | Francia (bandiera)     | P     | Joseph Moreira       |
|    | Francia (bandiera)     | D     | Michel Heinrich      |
|    | Lussemburgo (bandiera) | D     | Fernand Jeitz        |
|    | Francia (bandiera)     | D     | Gilbert Le Chenadec  |
|    | Francia (bandiera)     | D     | Jacky Lemée          |
|    | Francia (bandiera)     | D     | Jean-Paul Scheid     |
|    | Francia (bandiera)     | D     | Georges Zvunka       |
|    | Francia (bandiera)     | D     | Victor Zvunka        |
|    | Francia (bandiera)     | C     | André Bailet         |
|    | Francia (bandiera)     | C     | Marcel Jurczak       |

| N. |                        | Ruolo | Calciatore            |
| -- | ---------------------- | ----- | --------------------- |
|    | Francia (bandiera)     | C     | Richard Krawczyk      |
|    | Francia (bandiera)     | C     | Jean-Marie Marcellin  |
|    | Francia (bandiera)     | C     | Jacques Pauvert       |
|    | Francia (bandiera)     | C     | Robert Szczepaniak    |
|    | Algeria (bandiera)     | A     | Sadek Boukhalfa       |
|    | Italia (bandiera)      | A     | Mario Confente        |
|    | Francia (bandiera)     | A     | Jean-Louis De Toffoli |
|    | Francia (bandiera)     | A     | Gérard Hausser        |
|    | Francia (bandiera)     | A     | Gérard Hitz           |
|    | Lussemburgo (bandiera) | A     | Johny Léonard         |
|    | Francia (bandiera)     | A     | Roger Niesser         |

## Risultati

### Coppa delle Fiere
| Arbitro: | Geluck |

|             |           |                                            |
| Hausser 20’ | Marcatori | 21’ Dörfel 56’ Seeler 63’ Krämer 82’ Hönig |

| Arbitro: | Øberg |

|                                |           |                      |
| Hönig 7’ Krämer 18’ Seeler 88’ | Marcatori | 40’ Hitz 85’ Niesser |